# Mascha und der Bär

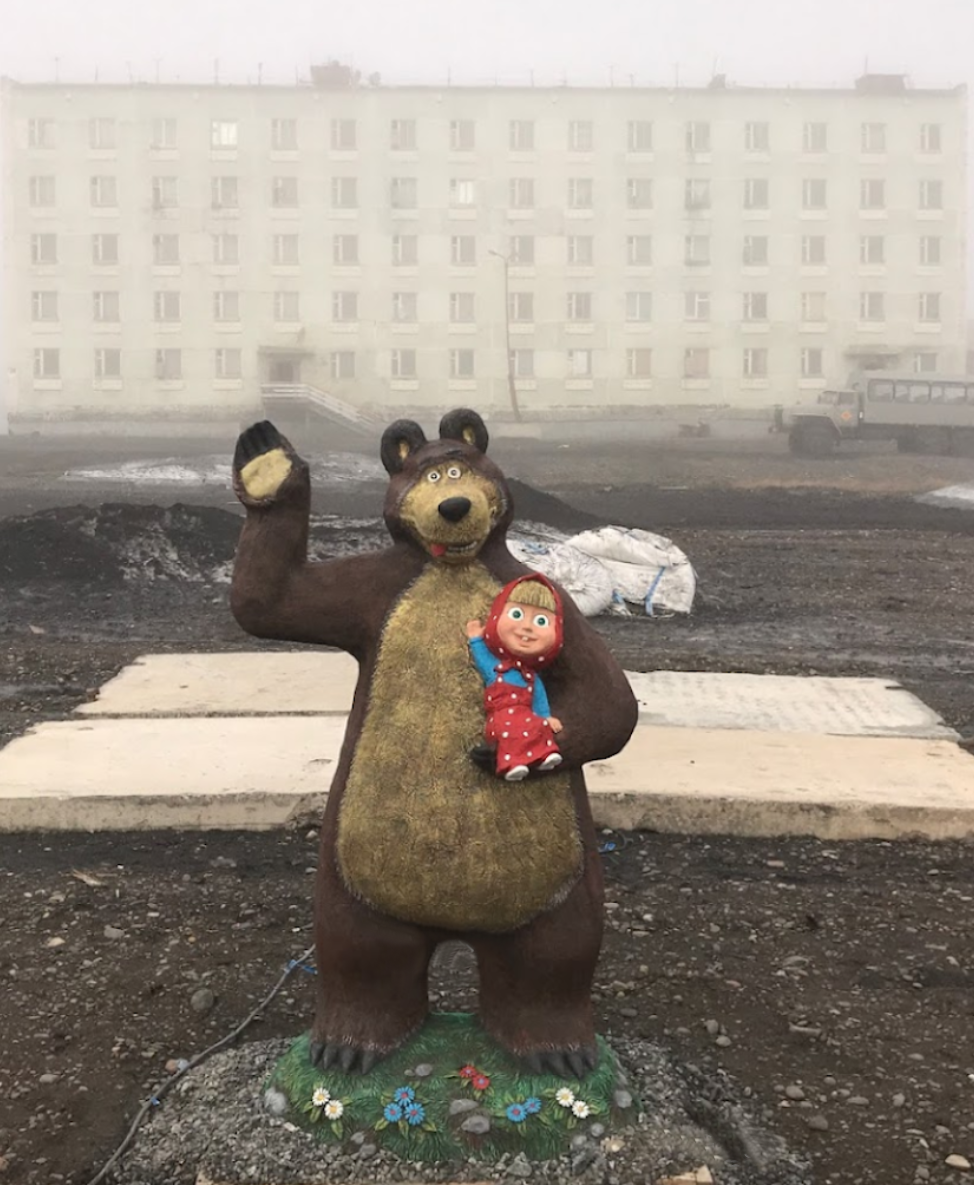
Skulptur von Mascha und dem Bären in Dikson

Mascha und der Bär auf einer russischen Rubel-Münze von 2021

Mascha und der Bär (russisch Маша и Медведь Mascha i Medwed) ist eine russische Computeranimationsserie und gilt als bisher erfolgreichste Animationsserie des Internetzeitalters mit einer Platzierung unter den Top 10 der am meisten aufgerufenen Youtube-Videos als einziges Nicht-Musikvideo und einer TV-Ausstrahlung in über 100 Ländern.
Sie handelt von den Abenteuern des kleinen, süßen, gutherzigen wie auch etwas tollpatschigen und teilweise nervenden Mädchens Mascha und des harmonieliebenden, aber durchaus reizbaren Bären, der früher ein Zirkusbär war. Die Serie wurde von Andrei Dobrunow, Oleg Kusowkow und Dmitri Loweiko geschaffen. Die Idee basiert auf einem bekannten russischen Volksmärchen und ist inspiriert durch eine Erfahrung von Oleg Kusowkow, als dieser im Urlaub 1996 die junge Tochter von Freunden beobachtete.
Die Serie wurde zuerst auf Rossija 1 ausgestrahlt. Die deutsche Erstausstrahlung erfolgte in synchronisierter Fassung am 18. November 2013 auf KiKA. In der Schweiz wurde die Sendung als Mascha und dä Bär erstmals im September 2013 in einer schweizerdeutschen Synchronfassung gezeigt.
Alle russischen Folgen sind auf YouTube in HD-Qualität frei verfügbar. Zudem gibt es Folgen in englischer Sprachfassung.
Am 2. September 2015 wurde die 52. Folge auf YouTube veröffentlicht und damit die 2. Staffel abgeschlossen. Nachdem in einigen Medien bereits über ein Ende der Serie aufgrund fehlender Geldmittel berichtet wurde – in der letzten Folge der Staffel verlässt Mascha den Wald und geht in die Stadt – teilten die Produzenten mit, dass bereits an der 3. Staffel mit 26 neuen Folgen gearbeitet wird. Die Kosten von ca. $250.000 je Episode werden durch die Produktionsfirma selbst finanziert und die Produktion wird bis Mitte 2017 andauern. Die erste Folge der 3. Staffel wurde dann bereits am 28. November 2015 auf YouTube veröffentlicht.
Seit 2015 gibt es im Egmont Ehapa Verlag ein deutsches Kindermagazin „Mascha und der Bär“.
2015 wurde die Serie mit dem Kidscreen Awards 2015 als Beste Animation ausgezeichnet.

## Figuren

### Mascha
Protagonistin der Serie ist Mascha, ein kleines Mädchen. Sie trägt fuchsiafarbene, traditionelle russische Kleidung, hat blonde Haare und große grüne Augen. Sie ist verspielt, ein Leckermäulchen und immer darauf aus, Spaß zu haben. In der Serie ist sie (von wenigen Gastrollen abgesehen) die einzige Figur, die spricht, und der einzige Mensch. Im Original wurde Mascha in den ersten beiden Staffeln von Alina Kukuschkina gesprochen, sie war zu Beginn der Serie acht Jahre alt. Seit der dritten Staffel wird Mascha von Warwara Saranzewa gesprochen.

### Der Bär
Zweiter Hauptdarsteller ist der Bär, von Mascha schlicht „Bär“ (russisch Мишка Mischka, deutsch ‚Bärchen‘) genannt. Er war früher Zirkusbär und wollte eigentlich seinen Ruhestand genießen. Er kann zwar nicht sprechen, versteht die menschliche Sprache aber durchaus, kann lesen und macht sich mit Gesten verständlich. In der Serie übernimmt er die Elternrolle für die kleine Mascha. Im Original wird der Bär von Boris Kutnewitsch „gesprochen“.

### Andere Figuren der Serie
- Die Bärin ist Ziel von romantischen Avancen des Bären. Sie ist an ihm nicht uninteressiert, lässt ihn aber immer wieder abblitzen. Die Bärin ist ein wenig arrogant und distanziert und kommt mit der bodenständigen Art des Bären nur wenig zurecht.
- Der Kragenbär mit schwarzem Fell und V-förmiger Zeichnung ist der Nebenbuhler des Bären bei der Bärin. Er ist ein Muskelprotz und Macho. Obwohl das genaue Gegenteil des Bären, kann auch er nicht dauerhaft bei der Bärin landen. Weder Mascha noch die anderen Waldtiere können ihn leiden, wobei Mascha dies deutlich zeigt und sich mit ihm anlegt, während die Tiere ihm aus dem Weg gehen oder, besonders die Wölfe, vor ihm kuschen.
- Die beiden Wölfe leben in einem nicht fahrbereiten Rettungsfahrzeug vom Typ UAZ-452 auf einem Hügel. Sie sind ständig hungrig und ernähren sich hauptsächlich von Insekten. Hin und wieder versuchen sie, andere Waldtiere oder Mascha zu fressen und auch den stets vollen Kühlschrank des Bären zu entwenden. Sie leiden am stärksten unter Maschas Eskapaden, meist weil in Folge ihr Rettungswagen den Hügel hinunterrollt; ein Running Gag der Serie.
- Der Hase ist ein guter Freund des Bären, oft spielt er mit ihm Eishockey oder andere Spiele. Manchmal arbeitet er beim Bären im Garten, meist jedoch stibitzt er nur die Karotten. Er macht sich auch gerne über die Vergangenheit des Bären als Zirkusartist lustig.
- Die Eichhörnchen werfen immer mit Zapfen auf Mascha, wenn sie geärgert werden.
- Die Igel sind großteils immun gegen Maschas Eskapaden. Sie sammeln Gegenstände, indem sie sie auf ihren Stacheln aufspießen.
- Maschas Hoftiere (Hühner, Ziege, Hund und Schwein) flüchten, sobald sie Mascha sehen. Nur das Schwein ist oft zu langsam und muss für Maschas Eskapaden büßen und sich wie ein Baby im Kinderwagen herumschieben lassen. Ziege, Hund und Schwein sind talentierte Musiker, das Schwein auch ein guter Tänzer.
- Die Bienen, die der Bär in seinem Garten in Bienenstöcken hält, sind extrem aggressiv und lassen Mascha keine Eskapaden durchgehen.
- Dascha, Maschas Cousine, sieht Mascha zum Verwechseln ähnlich, hat allerdings blaue Augen, silberblonde Haare und trägt eine Brille. Zudem ist sie von der Auftretensweise ruhiger und distinguierter als Mascha und wohnt in einer Großstadt.
- Panda, ein entfernter Cousin des Bären, lebt in China und kommt manchmal auf Kurzbesuch, da das Haus des Bären praktischerweise direkt neben der Bahnlinie Moskau-Peking liegt.
- Tiger, ein ehemaliger Arbeitskollege des Bären aus dem Zirkus, kommt manchmal auf Kurzbesuch. Dann schwelgen der Bär und er in Erinnerungen an alte Zeiten oder spielen Schach.
- Pinguin ist ein Findelkind, das der Bär als Ei ausgebrütet und danach wie ein eigenes Kind großgezogen hat. Er lebt nun in der Antarktis und kommt manchmal im Winter auf Besuch.
- Der russische Weihnachtsmann Väterchen Frost ist ein alter Mann kaum größer als Mascha und verteilt zu Neujahr die Geschenke an die Waldbewohner. Meist ist er dafür mit einer Draisine auf den Bahnlinien der Umgebung unterwegs.

## Bedeutung für die Gesellschaft
Die Serie wurde in Russland emotional diskutiert; meist kritisierten konservative Kreise die Serie als eine weitere (westliche) „Droge“, zu vergleichen mit Teletubbies oder mit Pokémon, welche den russischen Kindern schlechte Vorbilder seien. Die Produzenten und auch Fans der Serie konnten in Mascha andererseits eine Figur sehen, welche zwar den als ruhesuchenden Bären kaschierten Erwachsenen „beherrsche“, andererseits eigenständig aus Fehlern lernt und nicht durch Bestrafung. Zusätzlich sind in den Geschichten (manchmal ironische und gegenteilige) Bezugnahmen auf russische Märchen zu finden, zu welchen die Kinder ohne die Serie vielleicht überhaupt keinen Zugang mehr fänden.

## Folgen
Bisher wurden nicht alle Folgen im deutschen Fernsehen ausgestrahlt, daher sind auch nicht für alle Folgen offizielle deutsche Titel bekannt; eine Übersetzung des russischen Titels steht dort in Klammern. Die deutsche Sendereihenfolge weicht etwas von der hier dargestellten Originalreihenfolge ab.
| Nr.                        | Originaltitel                     | Deutscher Titel                                                           | Inhalt | Auf YouTube |
| Staffel 1                  | Staffel 1                         | Staffel 1                                                                 | Staffel 1 | Staffel 1   |
| -------------------------- | --------------------------------- | ------------------------------------------------------------------------- | --- | ----------- |
| 01                         | Первая встреча                    | Ein neuer Freund für Mascha                                               | Beim ersten Zusammentreffen von Mascha und dem Bären hat Mascha den Hof des Bären gleich auf den Kopf gestellt. Der verjagt sie, aber als es dunkel wird, plagt ihn das schlechte Gewissen und er geht auf die Suche … | youtube.com |
| 02                         | До весны не будить!               | Kein Winterschlaf für den Bären                                           | Der Herbst ist gekommen und der Bär will sich zum Winterschlaf legen. Trotz jeder Menge Vorsichtsmaßnahmen hat er die Rechnung ohne Mascha gemacht … | youtube.com |
| 03                         | Раз, два, три! Ёлочка, гори!      | Fröhliche Weihnachten                                                     | Es ist Neujahr, der Bär bereitet sich auf das Weihnachtsfest vor. Da Mascha den Weihnachtsmann außer Gefecht gesetzt hat, müssen der Bär und Mascha nun die Geschenke verteilen … | youtube.com |
| 04                         | Весна пришла!                     | Frühlingsgefühle                                                          | Es ist Frühling, der Bär wacht aus dem Winterschlaf auf und begegnet gleich einer hübschen Bärendame. Er wirft sich in Schale, aber Mascha kommt ihm in die Quere … | youtube.com |
| 05                         | Ловись, рыбка!                    | Der Zauberfisch                                                           | Der Bär macht sich auf zum Fischen, aber Mascha findet jede Menge Möglichkeiten, das zu verhindern. Schließlich fängt Mascha einen Zauberfisch und einer ihrer Wünsche bringt dann doch noch einen dicken Fisch an der Angel des Bären. | youtube.com |
| 06                         | Следы невиданных зверей           | Spuren im Schnee                                                          | Es ist tiefster Winter. Mascha weckt den Bären als sie sein Haus mit einem riesigen Schneeball überrollt. Beim Lesen von Spuren im Schnee stellt sie sich etwas dumm an und bringt den Bären zur Verzweiflung … | youtube.com |
| 07                         | С волками жить…                   | Die mit den Wölfen tanzt                                                  | Die Wölfe entführen Mascha und wollen den vollen Kühlschrank des Bären im Austausch. Mascha fällt den Wölfen so sehr auf den Wecker, dass sie am Ende froh sind, dass der Bär Mascha zusammen mit einem Fass Honig zurücknimmt. | youtube.com |
| 08                         | Позвони мне, позвони!             | Die Nummer für den Notfall                                                | Der Bär möchte in Ruhe Fußball schauen. Er schickt Mascha auf einen Spaziergang in den Wald und gibt ihr für den Notfall sein Handy mit. Mascha ruft natürlich bei jeder Kleinigkeit an, bis es dem Bären zu bunt wird und er das Telefon ignoriert. Genau in dem Moment trifft Mascha auf den Wolf. | youtube.com |
| 09                         | День варенья                      | Einweck-Tag                                                               | Der Bär hat Obst gepflückt und will Marmelade kochen. Doch Mascha verschlingt das ganze Obst und verschüttet die fast fertige Marmelade. Der Bär macht sich auf in den Wald, um Früchte zu suchen, ist aber wenig erfolgreich. Mascha hat derweilen die Tiere dazu gebracht, alles mögliche Gemüse zu sammeln und daraus wenn auch ungewöhnliche, aber leckere Marmelade gekocht … | youtube.com |
| 10                         | Праздник на льду                  | Holiday on Ice                                                            | Mascha würde gerne Eislaufen, kann es aber nicht wirklich. Die Bärin mag ihr auch nicht helfen. Mascha zerrt daher den tief schlafenden Bären auf das Eis. Der hat dann aber eher Augen für die Bärin … | youtube.com |
| 11                         | Первый раз в первый класс         | Der erste Schultag                                                        | Mascha möchte wissen, wie es ist zur Schule zu gehen. Der Bär baut ihr eine Schulbank und gibt ihr Unterricht. Irgendwann ist der Bär so müde, dass er Mascha den Werkunterricht alleine machen lässt und lieber ins Bett geht. Vielleicht war das keine gute Idee? | youtube.com |
| 12                         | Граница на замке                  | Der Karotten-Dieb                                                         | Der Bär sät Möhren in seinem Garten. Der Hase unterstützt ihn dabei, natürlich nicht ohne Hintergedanken. Denn während der Bär immer noch von einem Preis für Super-Möhren träumt, beginnt der Hase kurzerhand schon mal mit der Ernte. Weil der Bär während der Wache nur einschläft, beauftragt er Mascha, das zu übernehmen: Wohl nicht die beste Idee… | youtube.com |
| 13                         | Кто не спрятался, я не виноват!   | Verstecken spielen                                                        | Eigentlich wollte es sich der Bär mit seinem Rätselheft gemütlich machen, aber Mascha überredet ihn, mit ihr Verstecken zu spielen… | youtube.com |
| 14                         | Лыжню!                            | Maschas tollkühne Schlittenfahrt                                          | Mascha und der Hase wecken den Bären, der ohnmächtig unter einem Baum liegt und der sich nicht erinnert, was passiert ist. Der Hase erinnert sich aber genau… | youtube.com |
| 15                         | Дальний родственник               | Mascha findet einen Freund                                                | Der kleine Pandabär besucht den Bären. Mascha beschließt, der müsse ihr Freund werden, aber tatsächlich streiten sich die beiden nur. Erst ist der Bär der Verzweiflung nahe, aber dann macht der sich die Streitereien der beiden zu Nutze… | youtube.com |
| 16                         | Будьте здоровы!                   | Mascha kuriert den Bären                                                  | Mascha denkt, der Bär sei krank. Der lässt sie gerne in dem Glauben und sich ordentlich verwöhnen… | youtube.com |
| 17                         | Маша + каша                       | Das „Mascha-Speziale“                                                     | Mascha mag den Brei des Bären nicht und macht sich kurzerhand daran, selbst zu kochen. Das geht aber leider etwas daneben … | youtube.com |
| 18                         | Большая стирка                    | Der Waschtag                                                              | Der Bär hat große Wäsche. Mascha kommt vorbei und macht sich fürchterlich schmutzig. Das kann der Bär nicht mit ansehen, wäscht sie und näht ihr ein neues Kleid. Aber das bleibt natürlich nicht lange so schön und sauber… | youtube.com |
| 19                         | Репетиция оркестра                | Der Zauber der Musik                                                      | Der Bär hat im Wald einen Flügel gefunden, nimmt ihn mit nach Hause, repariert ihn und spielt dann. Mascha will das natürlich auch. Der Bär übt mit ihr, aber sie tut sich schwer. Beim Üben schläft sie ein und träumt wie es wäre, ein berühmter Musiker zu sein… | youtube.com |
| 20                         | Усатый-полосатый                  | Mascha geht zum Zirkus                                                    | Der Bär bekommt vom Tiger Besuch, beide plaudern über alte Zeiten im Zirkus. Mascha freut sich, dass sie nun noch jemanden mehr ärgern kann. Der Tiger verirrt sich im Wald und Mascha und der Bär retten ihn. Danach freunden sich Mascha und der Tiger an und üben einige Zirkustricks ein und als der Tiger wieder zum Zirkus fährt, will er Mascha zu einem Auftritt mitnehmen. | youtube.com |
| 21                         | Один дома                         | Weihnachten allein                                                        | Der Bär freut sich auf Neujahr (das in Russland wie bei uns Weihnachten gefeiert wird), doch er fürchtet sich vor Maschas Eskapaden. Dabei zerstört er sein eigenes Weihnachtsfest. Mascha findet inzwischen einen Zauberhut, der für alle Waldbewohner Geschenke ausspuckt. | youtube.com |
| 22                         | Дышите! Не дышите!                | Der Schluckauf                                                            | Ein Schluckauf kommt selten allein … | youtube.com |
| 23                         | Подкидыш                          | Das Findelkind                                                            | Mascha findet im Wald ein Ei, der Bär muss es ausbrüten. Er erzieht den geschlüpften Pinguin mit Maschas Hilfe als sein eigenes Kind, was nur bis zum Sommer gut geht. | youtube.com |
| 24                         | Приятного аппетита                | Guten Appetit                                                             | Ein entfernter Cousin des Bären, Panda, ist wieder auf Besuch, gemeinsam kochen sie Won Ton, wobei Mascha wieder ein obligates Chaos verursacht. | youtube.com |
| 25                         | Фокус-покус                       | Hokus-Pokus                                                               | Mascha kommt an einem regnerischen Abend zum Bären, Der will seine Ruhe haben und gibt ihr ein Zauberbuch – nicht ohne Folgen... | youtube.com |
| 26                         | Осторожно, ремонт!                | Die Heimwerker                                                            | Durch ein Missgeschick beim Aufhängen eines Bildes wird das Haus des Bären zerstört. Die darauffolgende Renovierung stellt er sich leichter vor, als sie ist. | youtube.com |
| Staffel 2                  |                                   |                                                                           | |             |
| 27                         | Картина маслом                    | Das perfekte Bild                                                         | Der Bär malt an einem Wintertag ein Stillleben und wird dabei von Mascha gestört. Sie beginnt daraufhin selbst, alle Waldbewohner auf einem Gemälde zu verewigen. | youtube.com |
| 28                         | Ход конём                         | Das lustige Ponyreiten                                                    | Der Bär und der Tiger spielen Schach. Mascha will das natürlich auch. Nach einem Schnellkurs ist sie aber gleich unschlagbar und gewinnt ständig durch einen Rösselsprung. Der Tiger und der Bär sind verzweifelt und versuchen schon, ihr heimlich die Springer zu stehlen. Mascha schlägt dann vor, doch lieber Tic-Tac-Toe zu spielen, doch da gewinnt sie auch immer… | youtube.com |
| 29                         | Хит сезона                        | Die Macht der Musik                                                       | Der Bär versucht der Bärin mit seinem Gitarrenspiel zu imponieren. Die ist nicht begeistert. Während sich der Bär voll Kummer vollfrisst, dreht Mascha ein Musikvideo… | youtube.com |
| 30                         | Витамин роста                     | Der wundersame Trank                                                      | Der Bär ist traurig, dass seine Tulpen so kümmerlich sind. Er mischt einen Spezialdünger. Natürlich kommt Mascha in die Quere und trinkt davon, mit üblen Folgen… | youtube.com |
| 31                         | Новая метла                       | Weggefegt                                                                 | Mascha findet beim Spielen einen neuen Besen. Neue Besen kehren gut, doch dieser Besen kann noch viel mehr... | youtube.com |
| 32                         | Когда все дома                    | Wir sind eine Familie                                                     | Der Pinguin, das Findelkind des Bären, ist zu Besuch. Allerdings wird er von Mascha vollständig in Beschlag genommen, was den Bären sehr betrübt. | youtube.com |
| 33                         | Сладкая жизнь                     | Das süße Leben                                                            | Mascha kommt zum Bären zum Frühstück, doch sie ist mit den angebotenen Speisen nicht zufrieden. Der Bär geht daraufhin Angeln, Mascha macht ihre eigenen Süßigkeiten und wird dann von Zahnweh geplagt. | youtube.com |
| 34                         | Фотография 9 на 12                | Das Fotoshooting                                                          | Mascha findet im Haus des Bären einen alten Fotoapparat und treibt mit ihrer Fotografie alle Waldbewohner in den Wahnsinn. | youtube.com |
| 35                         | Трудно быть маленьким             | Nur Dummheiten im Kopf                                                    | Mascha hätte gerne einen Spielkameraden. Nur: wer möchte mit ihr spielen? | youtube.com |
| 36                         | Двое на одного                    | Eine zu viel                                                              | Maschas Cousine Dascha kommt zu Besuch. Dascha fürchtet sich vor dem Bären und bewirft ihn mit allem, was sie greifen kann … | youtube.com |
| 37                         | Большое путешествие               | Auf in die Ferien                                                         | Der Bär plant eine Reise und packt seine Koffer. Im Zug stellt er fest, dass Mascha sich in seinem Koffer versteckt hat. Mascha fallen dann soviele Dinge ein, die sie noch mitnehmen und erledigen muss, dass der Zug schließlich ohne die beiden fährt. | youtube.com |
| 38                         | Нынче всё наоборот                | Der Bär dreht durch                                                       | Der Bär führt dem Hasen seine Zirkuskünste vor und fällt dabei auf den Kopf. Als er wieder aufwacht, benimmt er sich so, wie sonst Mascha, verwüstet erst sein Haus, dann Maschas Wohnung. Mascha ist verzweifelt … | youtube.com |
| 39                         | Сказка на ночь                    | Die Grusel-Nacht                                                          | Es ist spät, Mascha sollte eigentlich nach Hause gehen. Aber es regnet und der Bär baut ein Gästebett für sie auf. Im Gewitter macht die Antenne Geräusche, der Bär geht raus, um sie zu reparieren und wird vom Blitz getroffen. Aber nun kommt er nicht mehr ins Haus zurück, denn Mascha verteidigt alle Eingänge so gut sie kann … | youtube.com |
| 40                         | Красота — страшная сила           | Die Macht der Schönheit                                                   | Mascha spielt Cowboy und reitet auf ihrem Schwein zum Bären. Die Bärin kommt vorbei und schenkt Mascha eine Frauenzeitschrift, um sie auf andere, mädchenhaftere Gedanken zu bringen. Nun probiert Mascha verschiedene Frisuren und Make-up aus, was ihr große Freude bereitet. Der Bär findet daran keinen Gefallen, die anderen Tiere jedoch schon. | youtube.com |
| 41                         | Дело в шляпе                      | Unsichtbar                                                                | Der Bär kämpft mit einer bösartigen Motte. Unterdessen findet Mascha in der Zirkuskiste des Bären einen Hut, der unsichtbar macht. Den nutzt sie, um nacheinander den Hasen, die Bärin und die Wölfe gehörig zu erschrecken. Anschließend erledigt sie auch noch die Mottenjagd, als der Bär schon verzweifelt hat. | youtube.com |
| 42                         | День кино                         | Wir drehen einen Film                                                     | Mascha verbringt einen kalten Wintertag beim Bären. An rausgehen ist nicht zu denken, auch der Fernsehempfang funktioniert nicht. Daraufhin beschließen die beiden, ihren eigenen Film zu drehen. Sie können sich aber nicht auf ein Drehbuch einigen. | youtube.com |
| 43                         | Героями не рождаются              | Super Mascha                                                              | Mascha träumt von einer Karriere als Superheld. Nur will keiner ihrer Freunde gerettet werden. Bis der Bär in eine Notlage gerät | youtube.com |
| 44                         | Раз в году                        | Geburtstagsvorfreude                                                      | Mascha sprengt den Geburtstag des Bären. Als Wiedergutmachung lädt sie die Waldbewohner zu ihrem eigenen ein, allerdings mit langem Vorlauf. | youtube.com |
| 45                         | Запутанная история                | Detektiv Mascha                                                           | Der Bär will in Ruhe puzzeln und flüchtet sich dazu auf einen Baum. Mascha, die gerade Sherlock Holmes gelesen hat, analysiert den Fall des verschwundenen Bären gemeinsam mit dem Schwein... Das ist elementar, mein Freund! | youtube.com |
| 46                         | Учитель танцев                    | Tanzfieber                                                                | Panda, des Bärs chinesischer Cousin, ist auf Besuch und verstrickt sich mit Mascha wieder einmal in wilde Konkurrenzkämpfe, was den Bären sehr nervt. Da kommt es ihm gerade recht, dass das Schwein Rosa eine Tanzschule eröffnet hat. Kann das Schwein die Energie der beiden Streithähne in die Vorbereitung einer Tanzveranstaltung kanalisieren? | youtube.com |
| 47                         | Крик победы                       | Das Tennisspiel                                                           | Um der Bärin zu imponieren, baut der Bär in seinem Garten einen Tennisplatz. Doch sein Rivale, der Kragenbär, will ihm die Show stehlen. Mascha fordert daraufhin den Kragenbären zum Match heraus. | youtube.com |
| 48                         | Пещерный медведь                  | Säbelzahn-Bär                                                             | Auf der Suche nach seinen Vorfahren baut der Bär eine Zeitmaschine. Dabei werden jedoch die Maschas aus der Jetzt- und Steinzeit vertauscht. | youtube.com |
| 49                         | Дорогая передача                  | Der neue Fernseher                                                        | Der Bär hat sich einen neuen Fernseher und einen Satelliten-Antenne gekauft und kämpft damit, das Ganze zum Laufen zu bekommen. Natürlich kommt Mascha ihm dabei in die Quere… | youtube.com |
| 50                         | Праздник Урожая                   | Erntefest (Maschas Verbannung)                                            | Der Bär möchte einen Maskenball organisieren. Als Mascha nach einem passenden Kostüm sucht, findet sie in einer Kiste einen Zauberstab, der sie in eine Fee verwandelt. Mithilfe des Zauberstabes verwandelt sie die vom Bären angebauten Kürbisse in Kostüme für die anderen Tiere und eine Art Ballsaal. Dabei vergisst sie jedoch, dass der Zauber nur bis Mitternacht anhält. Nachdem Mascha von den anderen Tieren umkreist worden ist, gerät jene in Erklärungsnot und flüchtet vom Grundstück des Bären. | youtube.com |
| 51                         | Неуловимые мстители               | Der neue Aufpasser                                                        | Für Mascha und den Panda sucht der Bär eine Betreuung. Und das um jeden Preis. Ob sich da der gewünschte Erfolg einstellt? | youtube.com |
| 52                         | До новых встреч!                  | Bis ganz bald                                                             | Die sonst wilde Mascha verhält sich zur Verwunderung der Tiere auf einmal sehr erwachsen, höflich und zuvorkommend. Es stellt sich heraus, dass sie plant in die Stadt zu ziehen. Nach einer Abschiedsfeier und einigen Komplikationen verlässt sie am Ende tatsächlich ihr Zuhause mit dem Zug. Eine mögliche Rückkehr wird – wie auch im Titel der Episode – offen gelassen. | youtube.com |
| Staffel 3                  |                                   |                                                                           | |             |
| 53                         | На круги своя                     | Wieder zu Hause                                                           | Nach Maschas Abschied haben ihre Haustiere alle ihre Sachen in Besitz genommen und führen ein recht angenehmes Leben. Der Bär hingegen ist sehr traurig und hat seine Lebensfreude verloren. Doch dann erreicht ihn ein Telefonanruf: Mascha ist mit dem Zug zurückgekehrt... | youtube.com |
| 54                         | В гостях у сказки                 | Die Magie der Kunst                                                       | Der Bär scheint sich im Märchen „Froschkönig“ zu befinden. Wie immer schafft es Mascha, das Chaos noch zu vergrößern, bis der Bär den Froschkönig wachküsst... | youtube.com |
| 55                         | Эх, прокачу!                      | Die Wolfsschule                                                           | Um ihren Hunger zu stillen, gründen die beiden Wölfe ein Taxiunternehmen. Nur will niemand mit dem ehemaligen Krankenwagen mitfahren. Mascha hilft ihnen, das alte Auto aufzumöbeln. Allerdings können die beide Wölfe die Bedienungsanleitung nicht lesen. | youtube.com |
| 56                         | Страшно, аж жуть!                 | Auf Blätterjagd                                                           | Das Schwein möchte sein Herbarium komplettieren. Durch seine unfreiwillige Verkleidung als Gespenst versetzt es den gesamten Wald bei dem Versuch, ein wunderschönes Blatt zu bekommen, in Angst und Schrecken. | youtube.com |
| 57                         | На привале                        | Lügen haben kurze Beine                                                   | Der Bär möchte ein Gemälde am Originalplatz nachmalen. Die Wanderung dorthin mit Mascha und dem Panda bleibt nicht ohne Überraschungen | youtube.com |
| 58                         | Кошки - мышки                     | Katz und Maus                                                             | Durch ein Unwetter wird die Wohnung der Maus überflutet. Sie zieht um – ausgerechnet in das Haus des Bären, der sich vor Mäusen fürchtet. Da hilft nur ein professioneller Mäusefänger! | youtube.com |
| 59                         | Game over                         | Spielwahnwitz                                                             | Mascha und der Hase streiten sich um eine Spielkonsole. Inhalt des Spiels: Hase verfolgt Mascha / Mascha verfolgt den Hasen. Der Bär hat indessen die Bärin zum Tee eingeladen. | youtube.com |
| 60                         | К вашим услугам!                  | Roboterfreunde                                                            | Der Panda schickt Mascha ein Robotermädchen, das tanzen kann. Bären bevorzugen jedoch nützliche Roboter. | youtube.com |
| 61                         | С любимыми не расставайтесь       | Geschenke sind nicht alles                                                | Mascha verbannt ihre Spielzeuge in Schrank und Kisten, um mehr Platz für Weihnachtssocken zu bekommen | youtube.com |
| 62                         | Спи, моя радость, усни!           | Winterschlaf für alle                                                     | Schafe zählen kann beim Einschlafen helfen … | youtube.com |
| 63                         | Сюрприз! Сюрприз!                 | Eiertanz                                                                  | Eier sind nahrhaft! Das wissen auch die Wölfe, die eine Hühnerfarm überfallen und einen Hahn entführen. Aber es gibt ja noch den Osterhasen - und Masha... | youtube.com |
| 64                         | Три Машкетёра                     | Alle für einen, einer für alle                                            | Das Schwein leiht sich beim Bibliotheksgehilfen Panda ein neues Buch aus: Die Drei Musketiere. Die Bärin hat Geburtstag, der Bär aber hat beim Rosenpflücken eine Begegnung mit einer Wespe. Zeit für die Maschketiere! | youtube.com |
| 65                         | Есть контакт!                     | Besuch aus dem All                                                        | Vor dem Haus des Bären ist ein außerirdisches Raumschiff notgelandet. Die Außerirdischen brauchen Ersatzteile, um zurückzukehren. Dabei stiften sie viel Verwirrung. | youtube.com |
| 66                         | Спокойствие, только спокойствие!  | Die beste Medizin                                                         | Der Bär braucht Ruhe. Panda ist zu Besuch. Mascha ist auch da. Die Sanitäter empfehlen, Golf zu spielen. Ein ruhiger Sport. | youtube.com |
| 67                         | Цирк, да и только                 | Quartett in Schrott-Dur                                                   | Der Frühling ist da! Der Schnee schmilzt. Masha und der Pinguin lassen Schiffchen auf dem Schmelzwasser schwimmen. Doch halt! Erkältung droht! | youtube.com |
| 68                         | Квартет плюс                      | Familienzuwachs                                                           | Kammermusik ist ein Sinnbild des Friedens. Auch bei Bären. | youtube.com |
| 69                         | Сколько волка ни корми...         | Wieviel man Wölfe auch füttert                                            | Das Schwein und die Wölfe tauschen die Rollen. Wohl bekomm's. | youtube.com |
| 70                         | Звезда с неба                     | Die ersten Kinder auf dem Mond                                            | Die Bärin hätte gern einen Diamanten, der funkelt wie ein Stern. Nichts leichter als das; Rakete bauen (Danke, Gromit!) und ab ins All. | youtube.com |
| 71                         | Вот такой хоккей!                 | Eiskalte Ritter                                                           | Ritter auf Kufen! | youtube.com |
| 72                         | Шарики и Кубики                   | Die Quadratur des Balls                                                   | Wenn es muss, geht Billard auch mit „eckigen Kugeln“ | youtube.com |
| 73                         | Случай на рыбалке                 | Die kleine Seejung-Mascha                                                 | Der Bär angelt interessante Beute. | youtube.com |
| 74                         | Вот как бывает!                   | Sei kein Affe!                                                            | Nach einem Streit mit dem Bären verschwindet Mascha. Mit drei Affen geht sie auf Tour und kommt geläutert wieder. | youtube.com |
| 75                         | Не царское дело!                  | Königin Mascha                                                            | Der Löwe, König der Tiere, besucht den Bären. | youtube.com |
| 76                         | Вся жизнь — театр                 | Theater ums Theater                                                       | Oper? Schauspiel? Ballett? Hauptsache am Ende Schwein gehabt. | youtube.com |
| 77                         | Вокруг света за один час          | Um die Welt in einem Lied                                                 | Der Bär hat ein goldenes Ticket für eine Weltreise gewonnen. Pünktlich solls losgehen, schnell wie der Wind! Ach ja, der Wind... | youtube.com |
| 78                         | Кем быть?                         | Das beste Talent von allen                                                | Mascha verschläft und muss schnell zur Schule. Heute geht es um die „Berufswahl“. Mascha entscheidet sich auf einen Beruf, bei welchem niemand sie auslacht. Doch all ihre Ideen bringen zum Lachen. | youtube.com |
| Staffel 4 (Maschas Lieder) |                                   |                                                                           | |             |
| (1)                        | Там все любят петь                | = Italien = Musik geht durch den Magen                                    | „Für Bärchens Magenwohl / gieß ich den Weißkohl“ – der Rest ist Pizza. | youtube.com |
| (2)                        | Последний писк моды               | = Frankreich = (Der Mode letzter Schrei)                                  | Das Schwein wälzt sich in einer Schlammpfütze. Ergebnis: Leopardenmuster. Sowas kann man nicht tragen! | youtube.com |
| (3)                        | Терпение и труд — das ist gut!    | = Deutschland = So ist Deutschland                                        | Tonleitern sind nicht jedermanns Sache. | youtube.com |
| (4)                        | Делу время, а карнавал раз в год! | = Brasilien = (Geöffnet ist zum Karneval, und der ist nur einmal im Jahr) | Der Bär bekommt Besuch aus Brasilien. Die Bärin findet das nicht so gut. Allerdings ist das brasilianische Temperament langfristig zu viel für den Bären. Selbst Mascha gibt auf! | youtube.com |
| (5)                        | Секрет Машуко                     | = Japan = (Mashukos Geheimnis)                                            | Der Bär übt in aller Ruhe (und recht erfolglos) Origami. Mashuko, das Robotermädchen aus Folge 60, die unterdessen mit Mascha tanzt, stellt plötzlich ihren Betrieb ein. Nicht mal japanische Musik hilft. Zeit, den Bären zu stören! | youtube.com |
| (6)                        | Из Англии с любовью               | = England = (Liebesgrüße aus England)                                     | Mascha als Robin Hood und das Schwein als Bruder Tuck retten ein verirrtes Schaf vor den Wölfen | youtube.com |
| (7)                        | Опять Новый год!                  | = China = (Schon wieder ein neues Jahr?)                                  | Mascha will dem Bären schon wieder ein frohes neues Jahr wünschen - allerdings ist der 11. Februar, da legen sich Bären zum Winterschlaf hin. Aber Panda rettet die Situation. | youtube.com |
| (8)                        | Испанские мотивы                  | = Spanien = (Spanische Motive)                                            | Romantik pur! Aber kein Happy End. | youtube.com |
| (9)                        | Когда цветут кактусы              | = Mexiko = (Wenn der Kaktus blüht)                                        | Des Bären Haus ist tief gefroren, aber Maschas Kaktus blüht! Salsa-Soße bringt den Frühling und taut Bären auf. | youtube.com |
| (10)                       | Почти древнегреческая история     | = Griechenland = (Fast antike griechische Geschichte)                     | Was man so beim Angeln findet. Antike Vasen zum Beispiel, die Wolf ja gegen Fische tauschen kann! | youtube.com |
| (11)                       | Восточные сказки                  | = Morgenland = (Orientalische Geschichten)                                | Was man so beim Angeln findet. Alte Öllampen zum Beispiel. Mit dem Lampengeist darin. Der kann sogar Mascha weghexen. Wenn das mal gut für ihn ausgeht. | youtube.com |
| (12)                       | Однажды на диком западе           | = Maschawood = (Es war einmal im wilden Westen)                           | Korruption! Gangster! Schießduell um 12 Uhr mittags (die Wölfe bekommen etwas zu essen)! Reicht aber nicht, war nur „gut“. | youtube.com |
| (13)                       | Чай со слоном                     | = Indien = (Elefantentee)                                                 | Zauberflöten sollte man nicht zerbrechen. | youtube.com |
| Staffel 5                  |                                   |                                                                           | |             |
| 79                         | Что-нибудь вкусненькое            | (Etwas Leckeres)                                                          | Mascha hat beim Bären übernachtet. Aber Kascha zum Frühstück? Oder ersatzweise Zwiebelsuppe mit ganzen Zwiebeln? Die anderen Tiere haben sicher leckereres Frühstück! | youtube.com |
| 80                         | Большой поход                     | (Die Große Wanderung)                                                     | Der ungeschickte Bär gibt vor, ein altes Fotoalbum zu betrachten, um Mascha abzulenken. Mascha möchte mit dem Bären jedoch genau diese Wanderung absolvieren, die dieser als kleines Bärchen mit seinem Vater gemacht hatte. | youtube.com |
| 81                         | Что внутри?                       | (Was ist da drin?)                                                        | Mascha kann auch Flugzeuge reparieren. Jedenfalls fast. | youtube.com |
| 82                         | Первая ласточка                   | (Die erste Schwalbe)                                                      | …ist ein Pinguin. Dascha versteht das nicht. | youtube.com |
| 83                         | Медовый день                      | (Honigtag)                                                                | Erzürne niemals nicht die Bienen! Es wird dir nicht zum Guten dienen. | youtube.com |
| 84                         | Грибной дождь                     | (Pilzregen)                                                               | Es ist zu trocken für Pilze. Der Hase empfiehlt, ein Regenlied aufzuführen. | youtube.com |
| 85                         | Крути педали                      | (In die Pedale!)                                                          | Radrennen. Der Hase als Trainer des Kragenbären ist unfair. | youtube.com |
| 86                         | Живая шляпа                       | (Der lebendige Hut)                                                       | Der Hase klaut mal wieder Möhren, der Bär bastelt eine Hasenscheuche. Die funktioniert aber nicht. Bis Mascha einen lebendigen Hut findet... | youtube.com |
| 87                         | Калинка-малинка                   | (Himbeeren)                                                               | Mitten im Sumpf steht ein Himbeerstrauch voller Beeren. Der Bär kommt nicht dran und stellt ein Warnschild auf. Und ein „Verboten für Mascha“-Schild. Kurze Zeit später stehen dank ebendieser das Schwein, der Hase und die Wölfe im Sumpf. Treffliche Unterhaltung für die Frösche. | youtube.com |
| 88                         | День хороших манер                | (Der Tag der braven Mascha)                                               | Manchmal kommt die wahre Natur erst bei der Tortenschlacht zum Vorschein. | youtube.com |
| 89                         | Остров сокровищ                   | (Die Schatzinsel)                                                         | Man kann auch mit Schokokugeln Dame spielen. | youtube.com |
| 90                         | Лучшая няня на свете              | (Bestes Kindermädchen aller Zeiten)                                       | Süße Häschen brauchen manchmal eine harte Hand. Und gefräßige Wölfe ein süßes Häschen... | youtube.com |
| 91                         | Кто за старшего?                  | (Wer ist der Vernünftigste?)                                              | Mascha jedenfalls nicht. Panda auch nicht. Und auch der Pinguin kann sich noch verbessern. Mischka und die Bärin können das beurteilen. | youtube.com |
| 92                         | Танцуют все                       | (Tanzen)                                                                  | | youtube.com |

## Synchronisation
Sowohl die deutsche als auch die schweizerdeutsche Fassung der ersten Staffel stammen von der Berliner Synchron AG. Das Dialogbuch für die deutsche Fassung schrieb Rainer Gerlach. Die deutschen Synchronsprecher sind Amelie Dörr, Max Gertsch, Beate Gerlach, Jürgen Kluckert und Eva Thärichen. Für die schweizerische Fassung schrieb Gabriela Kasperski den Text und Marek Beles führte Regie, Synchronsprecher waren Lana Finn Marti, Martin Gelzer, Georg Scharegg und Max Gertsch.
Staffel 2 wurde ebenfalls von der Berliner Synchron synchronisiert, Dialogbuch und Dialogregie übernahm Marieke Oeffinger. Die Synchronisation der Staffel 3 stammt von der Lavendelfilm GmbH aus Potsdam, Dialogbuch hierzu von Nadine Geist, Dialogregie von Sebastian Schulz.

## Auszeichnungen
- Deutschland: Goldene Schallplatte im Kids-Award[14]
  - 2× Gold für die Folgen 3 und 6
  - 2× Platin für die Folgen 1 und 4
  - 1× ×3Dreifachgold  für Folge 2